# Косарі (село)
Коса́рі — село в Україні, у Черкаському районі Черкаської області, підпорядковане Кам'янській міській громаді. Розташоване за 7 км на схід від центру громади — міста Кам'янки. Населення 2 189 осіб (2008).
Сільським головою був солдат 43-ї артилерійської бригади ЗСУ Василь Васильович Воропай, загиблий воїн АТО.

## Географія
Через Косарі проходить автомагістраль Н01 Київ—Знам'янка.

## Історія
З книги Похилевича «Сказання про населені місцевості Київської губернії» можна зробити припущення, що Косарі виникли у першій половині XVIII століття. Найімовірніше, назва пов'язана з тим, що від річки Тясмин тяглися розкішні луки, де запасалися сіном не лише з ближніх сіл, а й навіть із Жаботина. Від слова «косар» і пішла назва села. За вірогіднішою версією, що базується на довіднику «Назви міст і сіл України», назва села може походити від назви річки Косарки, яка, у свою чергу, раніше могла називатися Хазаркою, тому що була розташована на межі проживання Хазар.
Згідно зі свідченнями останнього полковника Коліївщини Івана Бондаренка, у Косарях мешкала його дружина й діти.
Колективні господарства у селі були організовані в лютому 1929 року (ім. К. Лібкнехта та ім. Кірова).
У роки радянсько-німецької війни 516 мешканців села воювали на фронтах у лавах Червоної армії, частина односельців перебувала в партизанських загонах. З жителів Косарів складався окремий взвод партизанського загону імені Ворошилова (налічував 23 чоловіка). За мужність і героїзм, виявлені в роки війни, 287 жителів села нагороджені бойовими орденами і медалями. На честь 332 односельчан, що загинули, у центрі села встановлено обеліск.
У 1951 році на базі перших колгоспів створено колгосп ім. Жданова, перейменований у 1962 році. в «Зоря». Головами колгоспу були Є. С. Черненко, С. М. Плахов, Г. Я. Орлик, першими трактористами — К. Крупський, І. Глущенко, К. Ратушний.
У 1967–1968 роки проведено опалення, у 1969–1970 роки побудовано медамбулаторію. У 1968 році було відкрито джерело артезіанської води на глибині 200 метрів (П'єзометричний рівень потужного фонтану сягав 12 метрів над поверхнею землі).
Станом на 1972 рік в селі мешкало 2 954 чоловіка. За колгоспом «Зоря» було закріплено 3,4 тисячі га сільськогосподарських угідь, у тому числі 1,9 тисячі га орної землі. Господарство спеціалізувалося на відгодівлі великої рогатої худоби і свиней. На той час в селі працювали середня школа, будинок культури з залом на 350 місць, 3 бібліотеки з фондом понад 11 тисяч книг, дільнича лікарня.
За 1980—1992 роки у господарстві було збудовано нові тваринницькі приміщення, заасфальтовано частину вулиць, у 1979—1980 роках побудовані очисні споруди і проведене центральне водопостачання.

## Населення

### Мова
Розподіл населення за рідною мовою за даними перепису 2001 року:
| Мова       | Кількість | Відсоток |
| ---------- | --------- | -------- |
| українська | 2166      | 96.57%   |
| російська  | 61        | 2.72%    |
| румунська  | 13        | 0.58%    |
| білоруська | 2         | 0,09%    |
| болгарська | 1         | 0.04%    |
| Усього     | 2243      | 100%     |

## Історичні пам'ятки
На території села було знайдено скарб римських монет.
Величний маєток поміщика Володимира Ростішевського, що в селі Косарі Кам'янського району — одне з небагатьох дворянських помешкань на Черкащині, яке уціліло від знищення під час революції. Нині це історична пам'ятка, яку понад 100 років тому збудував для своєї коханої молодий поміщик.
Володимир Ростішевський був польським шляхтичем. Його дід Франц Сигизмундович купив село Косарі в поміщика Давидова, що мешкав у сусідньому містечку Кам'янці. Того самого Давидова, предок якого, Василь Давидов, був декабристом і загинув на засланні в Сибіру. На той час Кам'янські поміщики мали багато боргів, значна частина з яких — через картярство, тому й вирішили продати одне зі своїх володінь. У 1872 році Франц заснував у селі ґуральню на місці цукрозаводу. Нині тут — відомий Косарський спиртовий завод.
Володимирові Ростішевському в спадок дісталася частина села. Його навряд чи можна було назвати гарним господарем. Основним заняттям поміщика була гра в карти.
Та от щастя усміхнулося Володимирові. Він завоював серце мільйонерки, башкирки-німкені, що прагнула дворянського імені. І тут виникла проблема — дружину-мільйонерку не можна було привести в стару родинну резиденцію, де головою можна було дістати стелю. І на пустій дворянській садибі закипіла робота. Проект замку розробив німецький архітектор. Виконробом теж був німець. За словами старожилів, під час будівництва палацу в розчин додавали курячі яйця. Можливо, саме тому він вистояв століття, і нині на цегляній кладці немає тріщин. Будівля дорого обійшлася косарським селянам, які працювали на поміщика. На непокірних чекали спеціальні верстати для биття, встановлені в центрі села.
Через рік садибу Ростішевського не можна було впізнати. Тут виріс двоповерховий вишуканий замок із високими дзеркальними вікнами, нарядними, прикрашеними зубчастим орнаментом стінами, гранітними сходами, пологими терасами. Будівництво замку обійшлося поміщику в 90 тис. рублів. Будинок оточував розкішний сад. Квіти та екзотичні рослини сюди було завезено з Київського ботанічного саду.
Садиба була готова достойно прийняти багату дружину господаря. Але подружжя насолоджувалося життям у розкішних кімнатах недовго. Пані, яка звикла до бурхливого міського життя (бенкетів, театрів, придворних музикантів), незабаром у селі занудьгувала. Тут вона чула лише дівочі пісні, а ночами — крик сов, що швидко обжилися на горищі. Понудьгувавши рік у своїх розкішних хоромах, німкеня покинула їх назавжди й повернулася на батьківщину. Незабаром село покинув і Ростішевський, а своє помістя — замок та садибу площею 5 га — продав Чигиринському земству за 25 тис. рублів.
3 1912 року палац перетворився на лікарню, яку завдяки зусиллям її завідувача Олександра Модестова було оснащено найсучаснішою на той час медичною технікою. Панські хороми стали палатами, у яких лікувалися селяни. Лікарня пережила імперіалістичну, громадянську, Німецько-радянську війни, була притулком для поранених, сховищем для переслідуваних, партизанів, євреїв.
На початку 2001 року тут розмістилося стаціонарне відділення районного територіального центру для обслуговування одиноких непрацездатних людей похилого віку. У кімнатах, де колись ходила багата пані, тепер мешкає старість. Для багатьох стареньких замок став останнім земним притулком…

## Сучасність
У селі працює Косарський спиртовий завод побудований у 1872 році. Він випускав горілку «Холодний Яр». У селі є загальноосвітня школа, лікарня. 16 липня 2011 року у селі Косарі відкрито багатофункціональний спортивний майданчик за участю керівництва області та району.
29 січня 2016 року у селі Косарі Кам'янського району відбулося відкриття меморіальної дошки загиблому воїну АТО — Воропаю Василю Васильовичу. Дошку розмістили на стіні Косарської загальноосвітньої школи.

### Уродженці
- Воропай Василь Васильович — колишній сільський голова, солдат Збройних сил України. Воїн АТО, який загинув 31 січня 2015, похований у рідному селі[7].
- Петрушевський Василь Григорович — регент академічного хору Києво-Печерської лаври та музикознавець.
- Прокопчук Анатолій Павлович (1987—2022) — старший солдат Збройних сил України, учасник російсько-української війни.

## Галерея

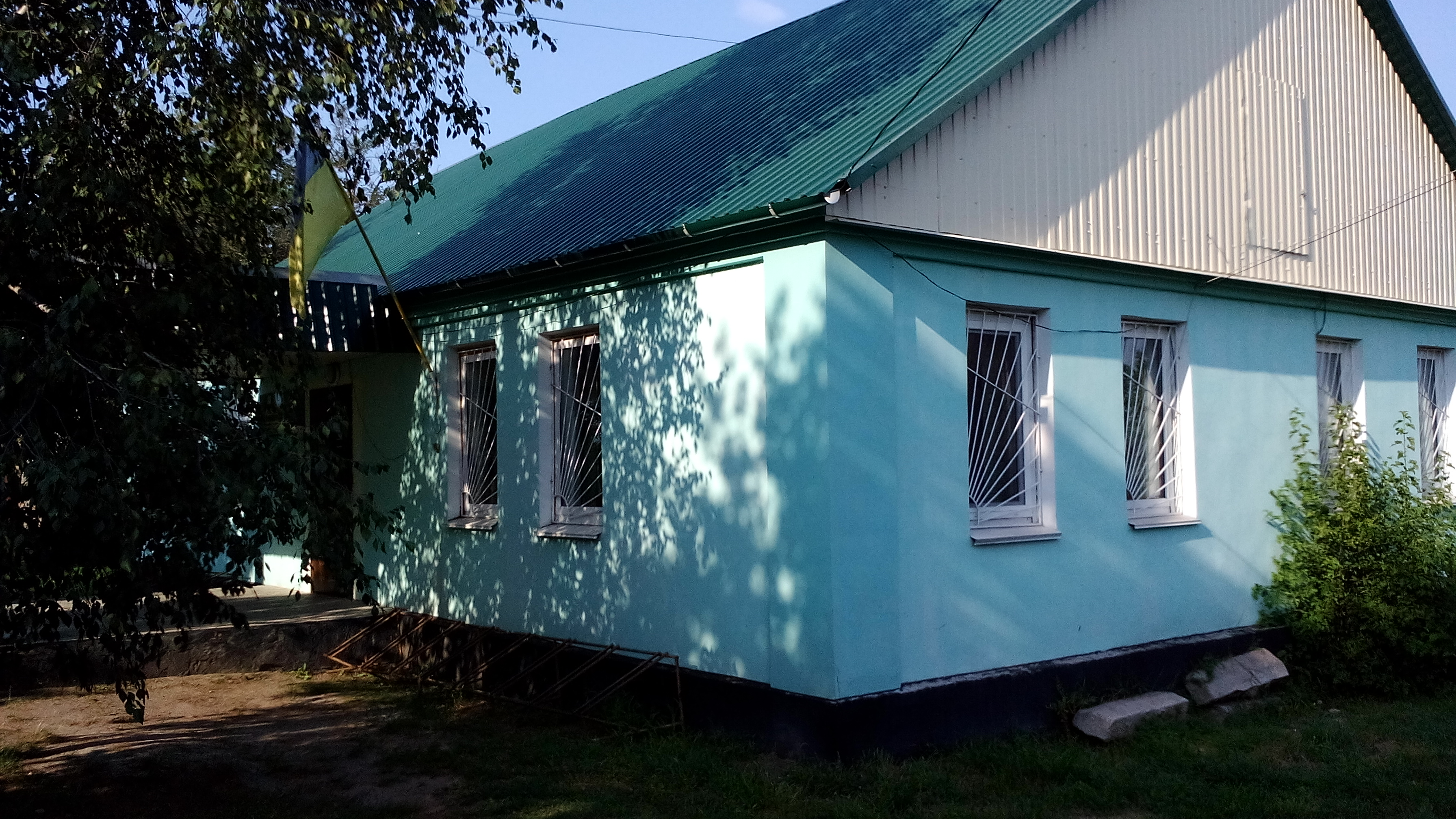
Сільрада, с. Косарі
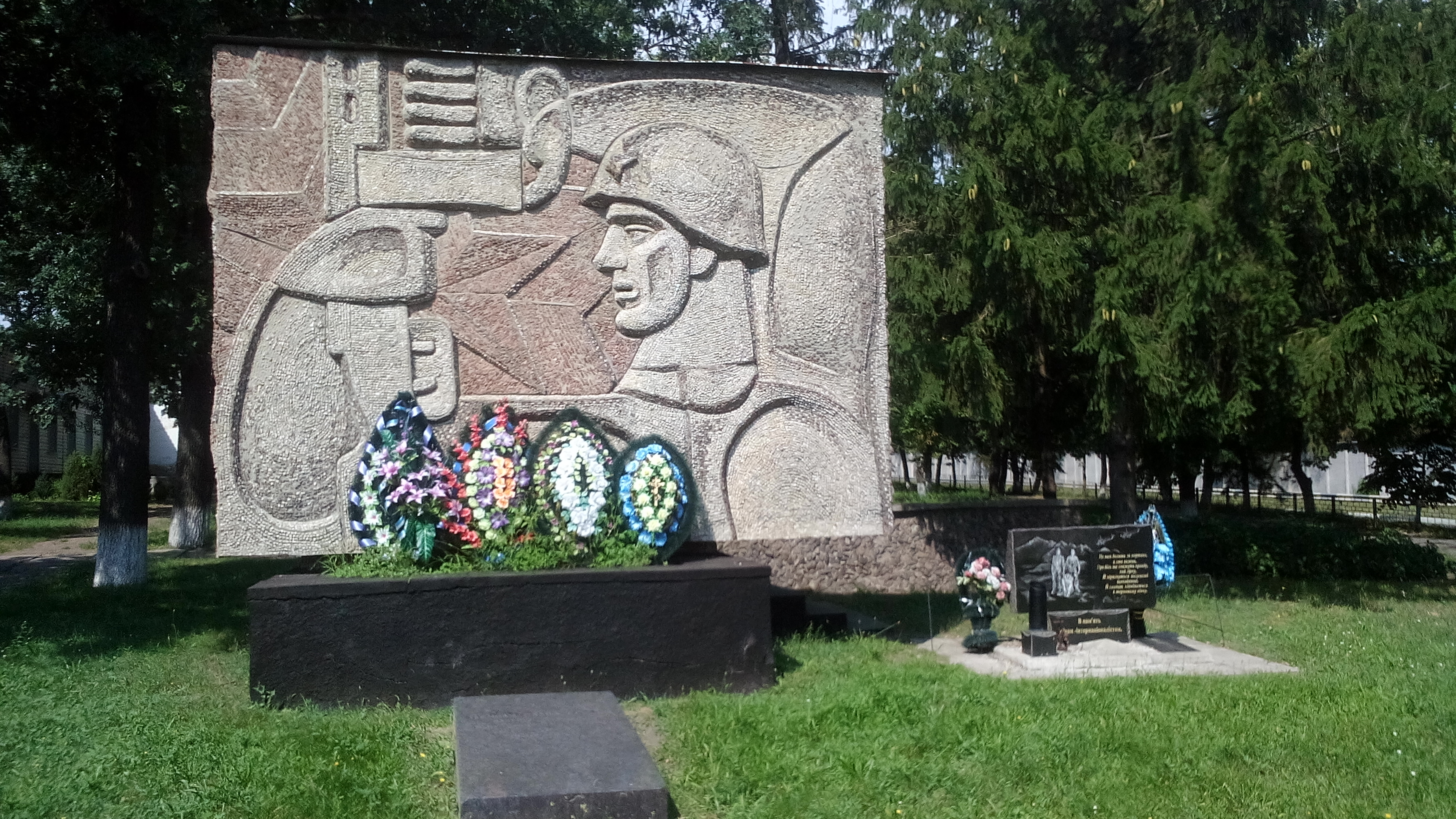
Пам´ятник воїнам-односельчанам, що загинули у Вітчізняній війні та у Афганістані
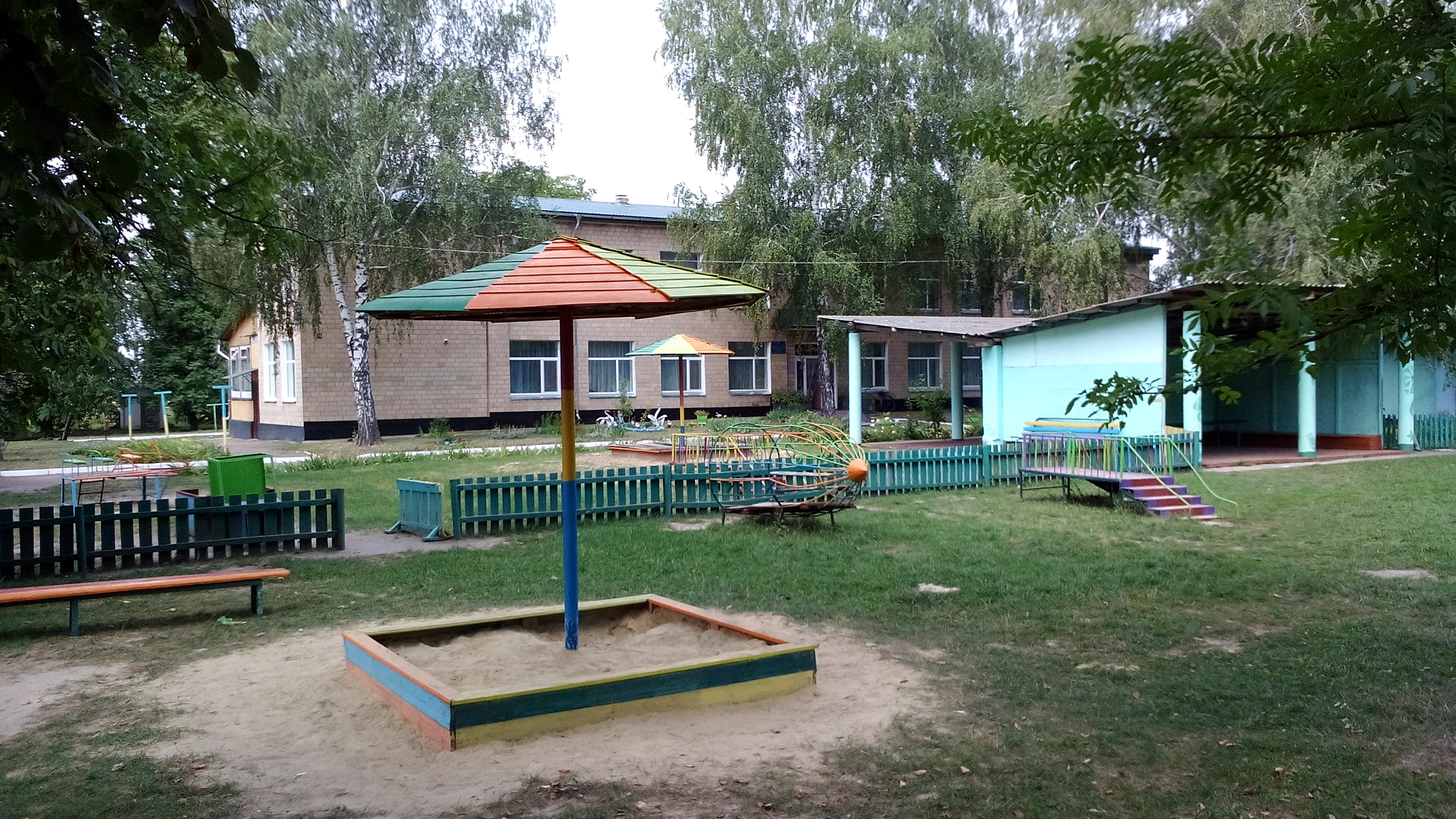
Дитячий садок
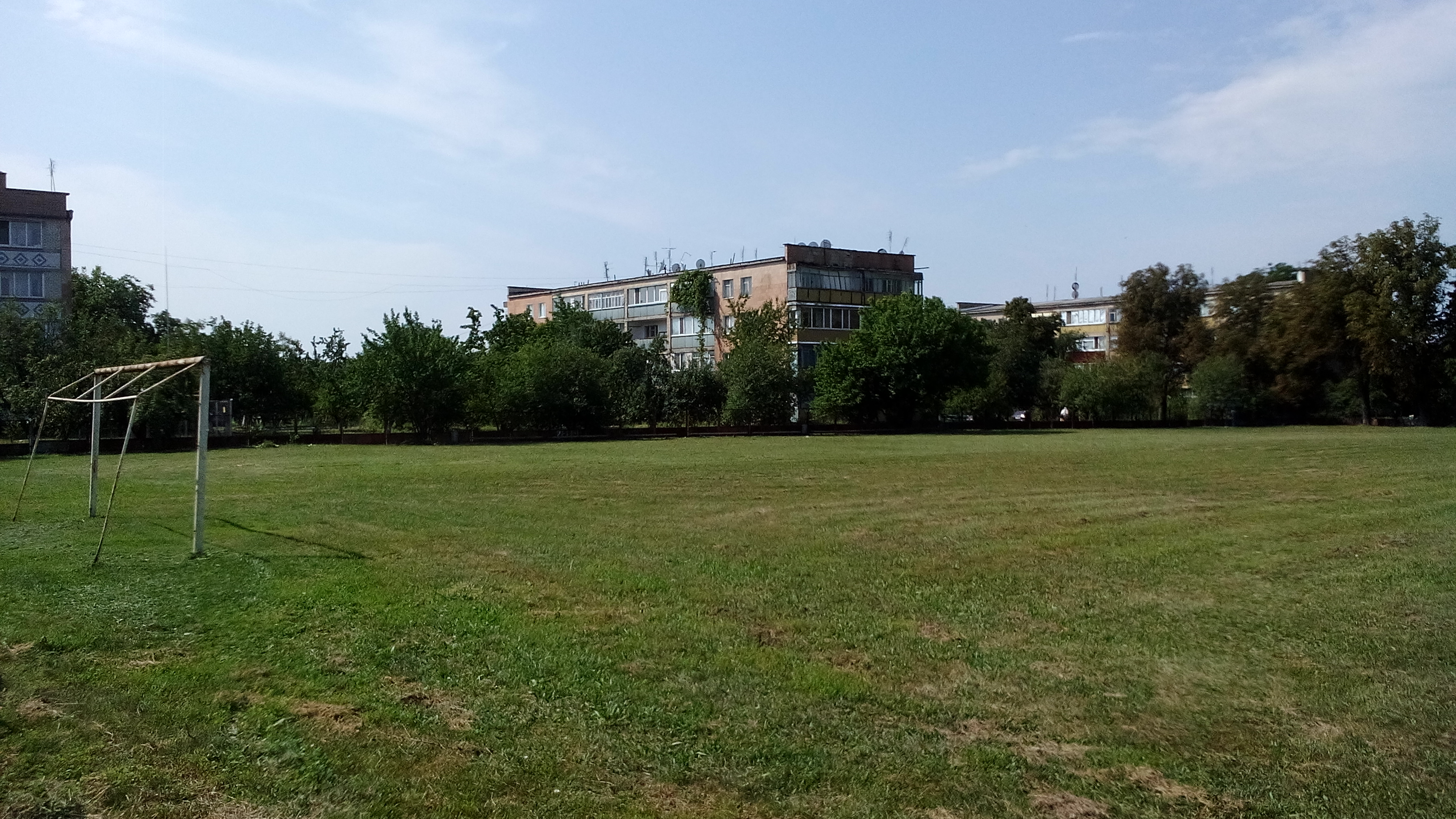
Футбольний стадіон
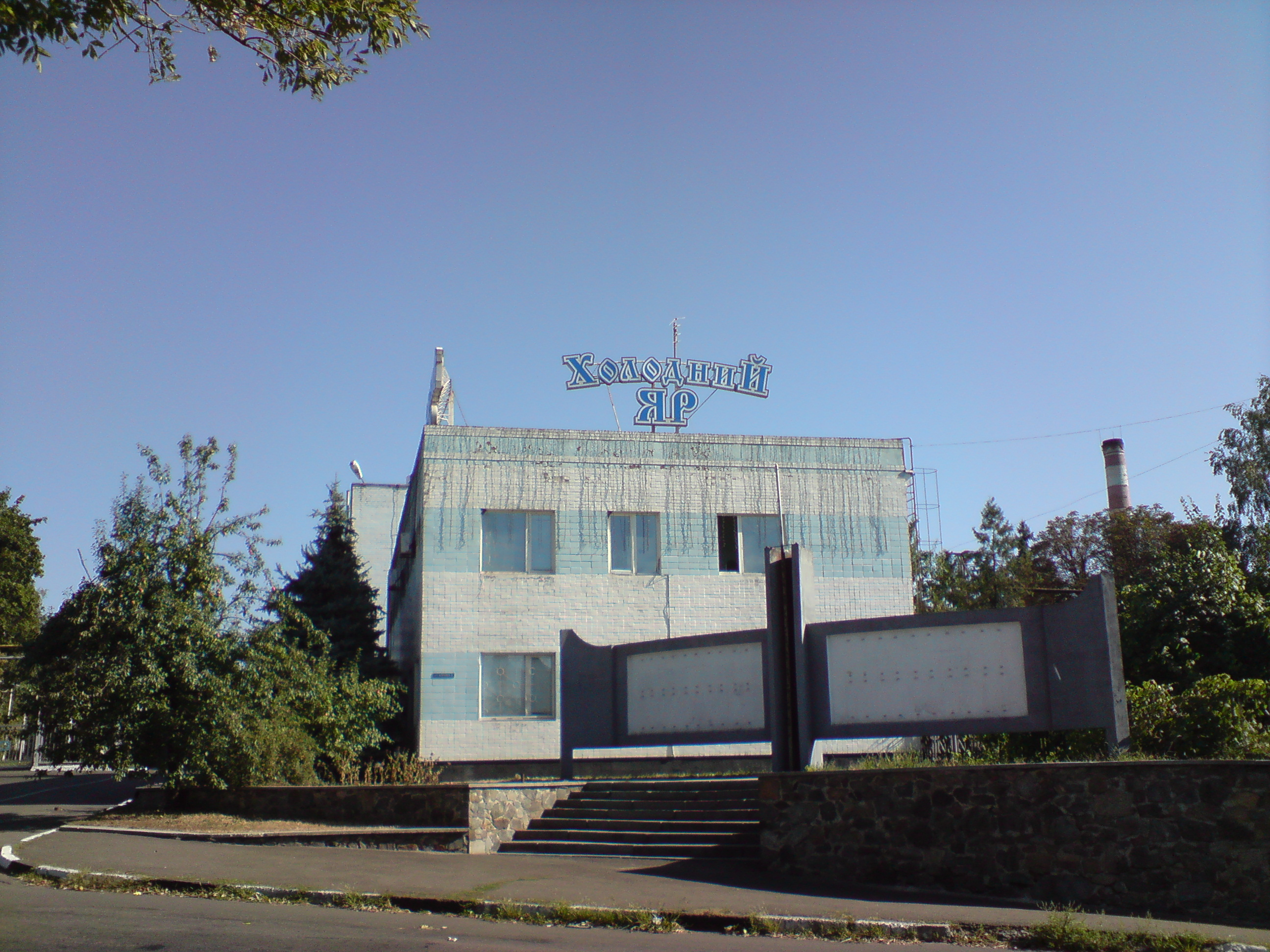
Косарський спиртовий завод
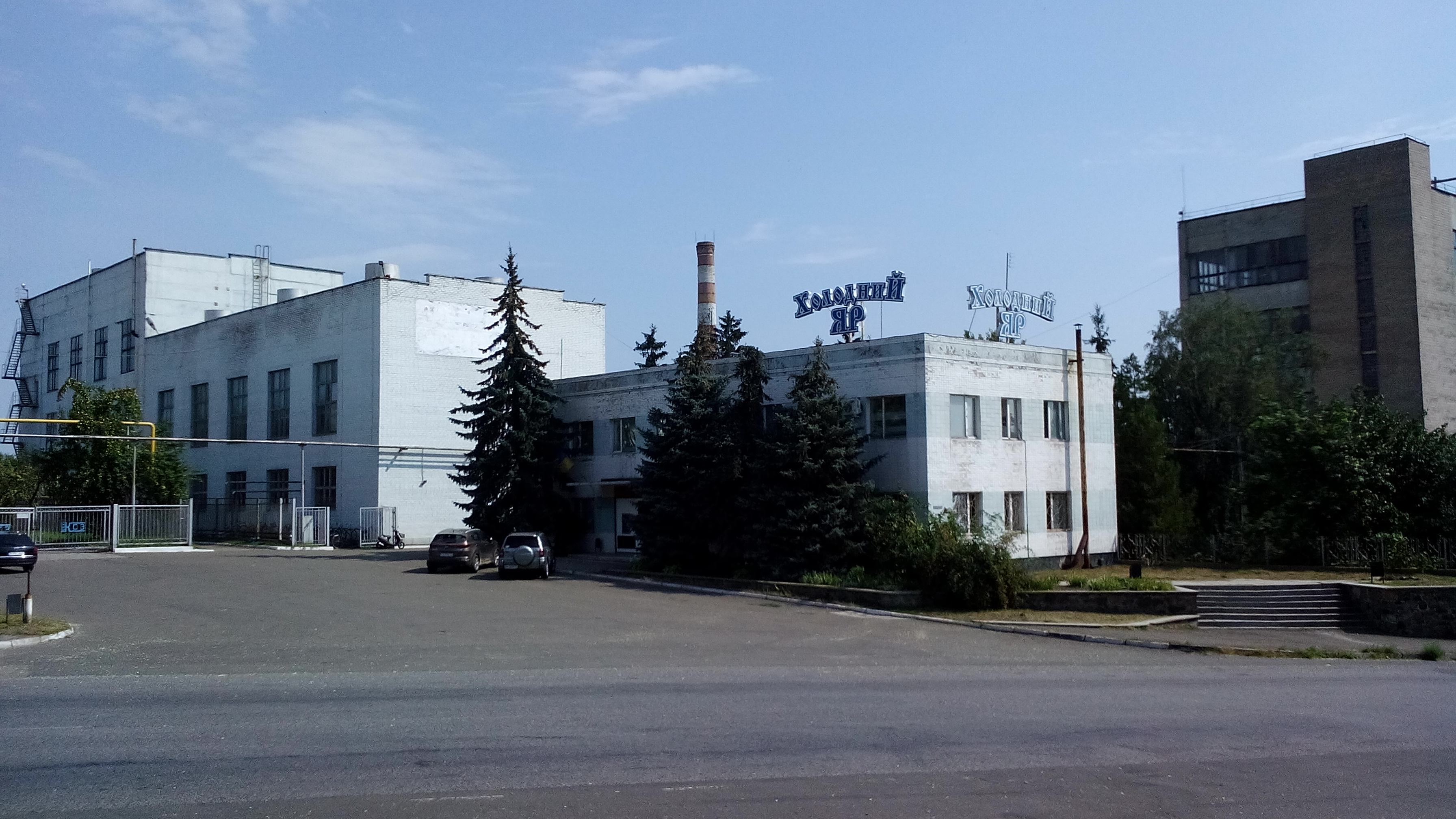
Спиртзавод «Холодний Яр»
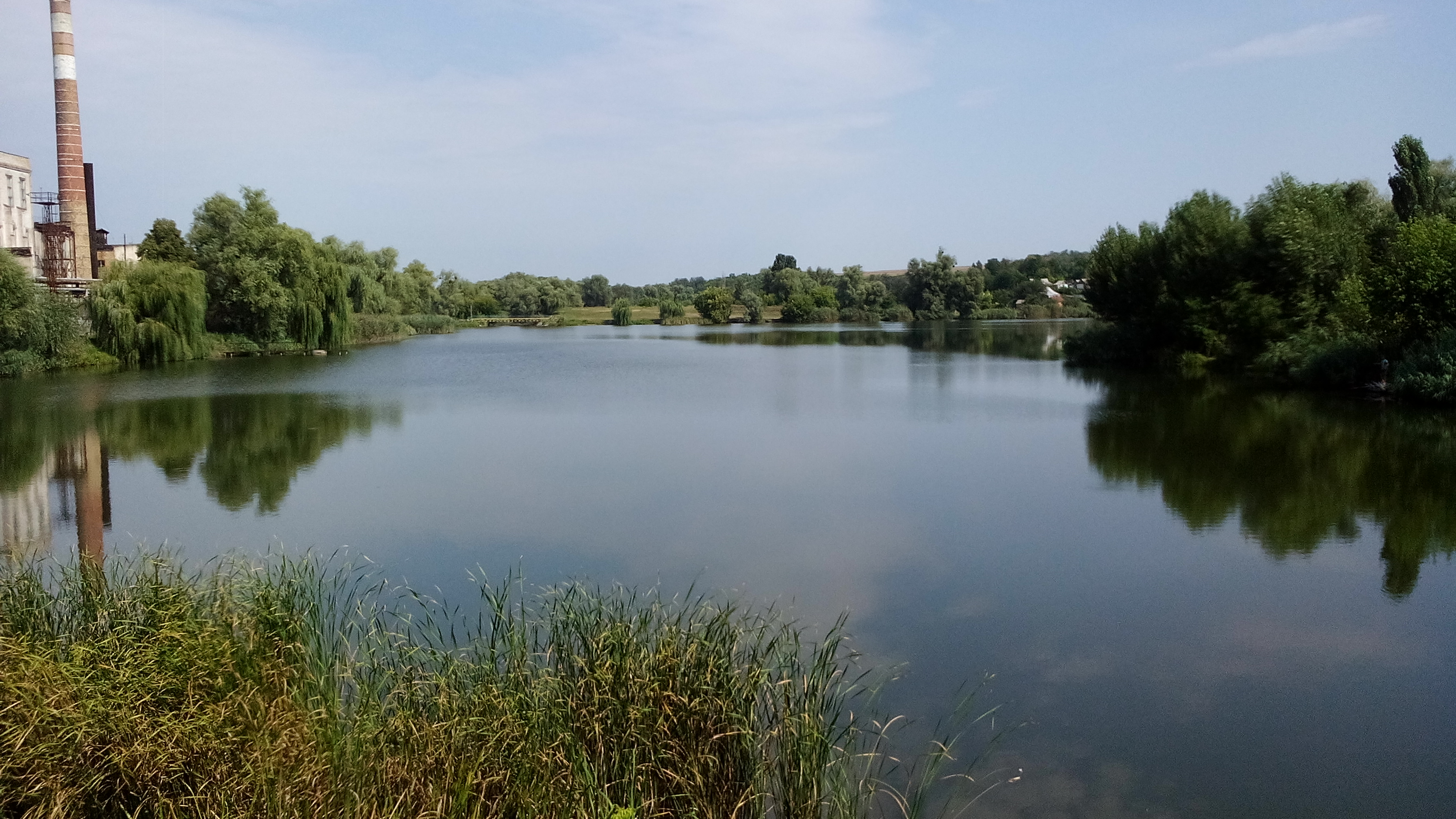
Заводський ставок
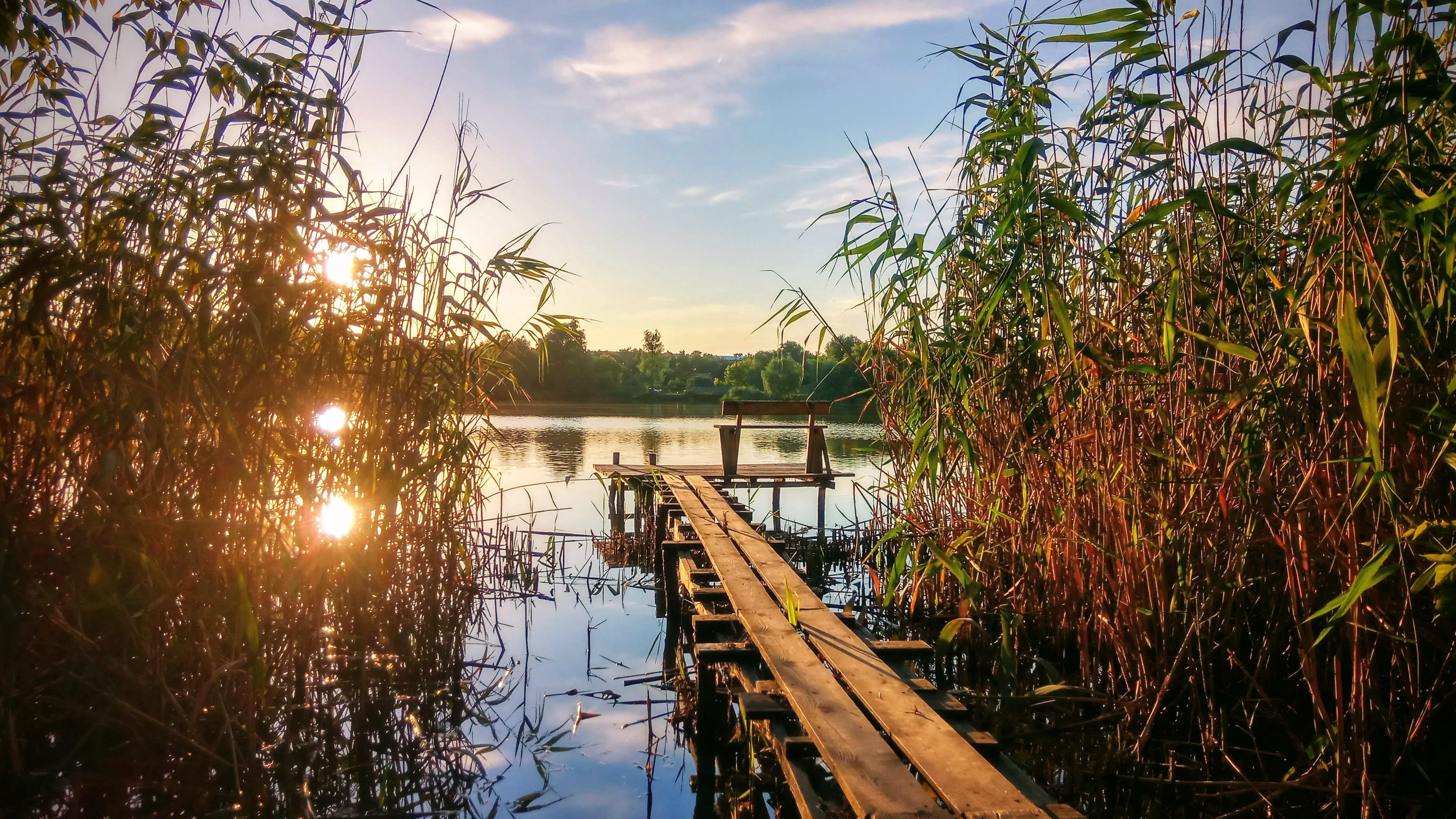